# 平和台事件
平和台事件（へいわだいじけん）は、1952年 - 1953年にかけて、平和台野球場での試合中に発生したトラブルの総称である。
本項では特に、1952年7月16日の西鉄ライオンズ対毎日オリオンズ戦での試合中に発生したトラブルについて記載する。

## 発生に至る経緯
事件当日、福岡県は梅雨の末期で、その影響から試合開始が当初予定されていた15時より1時間55分遅れて16時55分となった。当時平和台球場にはナイター設備がなかったものの、プロ野球の試合展開は現在と比べると早かったということもあり、途中でトラブルがなければ日没の19時29分までに充分間に合うだろうと踏んで試合が開催された。
しかし、降雨の影響により初回から15分間、更に3回裏終了時にも1時間の試合中断があった。本来1時間以上の中断でグラウンドコンディションが改善されない場合は試合中止（この場合は5回を消化していないのでノーゲームとなる）になるところだが、悪コンディションのグラウンドに砂が撒かれ18時46分に試合は再開された。場内には「日没コールドになるかもしれませんからご了承ください」とのアナウンスもあった。
そして西鉄が5-4とリードして迎えた4回裏、毎日の湯浅禎夫総監督は選手に遅延行為をさせ、わざと試合を遅らせてノーゲームにしようという作戦に出た。この時の毎日投手は和田勇、捕手は土井垣武で、年長者である土井垣が遅延策の主導権をとった。試合中にもかかわらず個々の選手をダッグアウトに引き上げて水分補給させたり、普通の守備行為で捕れるフライをわざと捕りこぼさせる、捕手がサインを出さない、投手に執拗に牽制球を投じさせて打者に投球をしないなどの露骨な遅延策を行ったのである。これに対し西鉄の打者もわざと三振するという作戦で試合展開を進めようとするが、田部輝男が振り回したバットにボールが思いがけず当たってしまい、西鉄はこの回に4点を取ってスコアは9-4となった。4回を終了したのが19時20分で、西鉄は即守備位置に付いたものの、毎日の打者はバッターボックスに立たず、湯浅総監督は浜崎忠治率いる審判団に「これ以上ゲームはできない」とノーゲームを提案。審判団との協議の結果、結局試合はノーゲームとなった。

## 事件発生
直後、勝てたはずの試合を毎日の露骨な遅延工作でノーゲームにされた西鉄ファンは怒りのあまりグラウンドに乱入。観客の一人が塁審の頬をアルミの弁当箱で殴りつけたところ、塁審が「悪いのはあっちや!」と毎日ベンチを指差したために、今度は毎日の選手に襲いかかった。あまりの異常な事態に、遅延行為の被害者である西鉄の選手らが毎日ベンチをかばいに駆け寄り、大下弘が土井垣を、野口正明が別当薫をかばう形で通用門へ逃げようとしたが、このとき別当が激怒した観客から身を守ろうとしてバットを振り回したために却って観客を刺激してしまい、巻き添えになる形で野口は下駄で額を殴られ血だらけとなった。またチームと1人はぐれた湯浅総監督は放送室に逃げ込み、場内放送で観客に謝罪したが、その中で選手に責任を押し付けるような発言をしたことで火に油を注いでしまい、機動隊3,300人が動員される騒ぎとなった（これは福岡県警の常設である2個連隊900人弱だけでなく、隣県にも非常動員が発令されてかき集められた）。
毎日の選手と湯浅総監督は機動隊の護衛で何とか球場から引き揚げ、その夜は宿舎を変更したが、西鉄ファンは毎日の常宿となっていた宿舎にも抗議に押しかけ、特に「（捕手の）土井垣を出せ」と要求し、騒ぎは球場外にまで広がってしまった。結局、柔道の高段者としても著名だった毎日の大館勲（後の日本野球連盟会長）と西鉄球団社長の西亦次郎が旅館の前に詰め掛けた西鉄ファンを説得し謝罪。深夜になりようやく事態は収拾した。大館の謝罪には激昂していた西鉄ファンも感服し、「あんた、よか男ばい」と大館に握手を求めたという。
パ・リーグは毎日に対し制裁金5万円を科す一方、自身の危険も顧みず観客の説得にあたった大下と野口の両選手は連盟表彰となった。毎日新聞は、この騒動の原因についての毎日側の責任を伏せるなどしたため、当時同社の強かった福岡を中心に不買騒動の兆候が見られた。これに対し毎日は7月27日にこの騒動の責任から湯浅総監督を解任、若林忠志監督は二軍監督に降格。そして別当を選手兼任監督代行として起用。これにより球団結成以来続いた毎日の二人監督制は、名目上ながらここでピリオドを打つことになった。
毎日新聞は世論から新聞社としてあるまじき行為と非難を受け、これを期に、プロ野球運営に対して急速に興味を失ったと言われている。サトウハチローは、「気性の荒い九州人相手に見え透いた遅延工作をしては怒りを買って当然」という趣旨の寄稿を西日本新聞にしている。当時の毎日のユニフォームの左袖には日本シリーズ初代チャンピオンのエンブレム（「月桂冠」付き従来の青・白・赤のエンブレムに「1950」と年号）がついていたが、この事件をきっかけに取り外された。現在はマリーンズファンクラブ「TEAM26」のゴールド会員へのノベルティとしてもらえた復刻版シャツに当時を偲ばせるものとして付いているのみである。
ノーゲームとなった試合は9月7日に当日開催予定分と併せてダブルヘッダーで行われたが、まるで戦意のない毎日はあっさりと連敗。湯浅の後任の別当監督（野手）がマウンドに立ったりするありさまだった。この年のパ・リーグの最終成績は、1位南海と2位毎日の差がわずか1ゲームというものであり、皮肉にもこの事件が因果応報のように影響して毎日は優勝を逃すこととなった。
湯浅禎夫はこの事件をきっかけに築き上げた名声をすべて失い、同世代の名選手がほとんど野球殿堂入りしているにもかかわらず現在も殿堂入りの候補から外れ、事件より数年後の1958年1月5日に享年55で死去している。 
平和台球場には1954年からナイター設備が設置された。

## その後
翌1953年9月8日の西鉄対毎日戦では、4-6で毎日がリードしていた6回裏一死一・二塁で西鉄・大下弘の打席の際、角田隆良球審がとんでもなく高めのボール球をストライクと判定。これで腐った大下が三振し、結果西鉄の敗戦となったことで観客300名がグラウンドになだれ込んで角田球審を吊し上げる事態となった。このため武装した警官隊が介入し、事態の沈静化にあたった。
9月15日の西鉄対阪急戦では、ダブルヘッダーの第一試合が延長17回の末西鉄の敗戦。すでに時刻が16時42分で第二試合が消化できないと西鉄が判断し、第二試合の入場料金は払い戻さない代わりに本塁打競争のエキシビションを行うと場内放送を行ったとたん怒った観客がグラウンドにラムネ瓶などを投げ込む事態となった。結局球団がチケットの半券で9月18日の試合の入場を認めると発表したことで沈静化した。
この事件は「ラムネ瓶飛ぶ平和台」として全国に報じられ、スポーツ記者や野球評論家の間には「平和台、一見の要あり（試合ではなく観客のマナーの悪さを指して）」との合言葉が生まれたという。

## ライオンズとオリオンズの遺恨
西鉄は太平洋に、そして毎日も大毎、東京を経てロッテとなった1973年、両球団の間に再び遺恨が勃発。翌1974年にかけ、両チームの対戦時には乱闘や観客の騒乱など幾度となくトラブルが発生した。